# دالاس بيج
دالاس بيج (11 أبريل 1911 - 2 سبتمبر 1936 في المملكة المتحدة) (بالإنجليزية: Dallas Page)‏ هو لاعب كريكت بريطاني (وحمل سابقاً جنسية المملكة المتحدة لبريطانيا العظمى وأيرلندا). لعب مع نادي مقاطعة غلوستر للكريكت ‏.

## وصلات خارجية
- دالاس بيج على موقع إي آس بي آن كريك إنفو (الإنجليزية)